# Гудович, Михаил Васильевич (1784)
Граф (с 12.12.1809) Михаи́л Васи́льевич Гудо́вич (1784—1868) — генерал-майор из рода Гудовичей, участник Наполеоновских войн и Отечественной войны 1812 года.

## Биография
Сын генерал-лейтенанта Василия Васильевича Гудовича и жены его Евдокии Константиновны Лисаневич. Старший брат Василий — также генерал-майор. Внук В. А. Гудовича, племянник И. В. Гудовича.
Вступил в службу 21 февраля 1804 года из колонновожатых юнкером Кавалергардского полка. 15 июня 1806 года — корнет Уланского Его Величества полка. 12 декабря 1808 года произведен в поручики за отличие в сражении против шведов. 12 декабря 1809 года — в лейб-гвардии Драгунском полку. 11 сентября 1811 года произведен в штабс-капитаны. 2 марта 1813 года произведён в капитаны.
Участвовал во многих походах эпохи Наполеоновских войн: в 1805 году — в Австрии, под Аустерлицем, в 1807 году — в Пруссии, под Фридландом, за что получил орден св. Анны 4-й степени, в 1808—1809 годах — в Финляндии, за дело под Гендель-Сальмой был произведён в поручики; в 1812 году — под Витебском, Смоленском, Бородиным, Можайском, при деревне Бурцовой (13 сентября, за что получил орден св. Владимира 4-й степени с бантом), под Ярославцем, Красным (где ранен был в левую ногу штыком и получил Золотую шпагу «за храбрость»), в 1813 году — под Люценом, за что получил орден св. Анны 2-й степени.
26 мая 1817 года произведён в полковники. 2 ноября 1821 года назначен командиром Дерптского конно-егерского полка. 25 июля 1827 года произведён в генерал-майоры, а 2 октября того же года назначен командиром 2-й бригады 4-й драгунской дивизии. 26 ноября 1827 года награждён орденом св. Георгия 4-й степени за 25 лет службы в офицерских чинах.
Скончался 14 февраля 1868 года.

## Семья
Был женат на Екатерине Антоновне Бенчковской. Их дети:
- Михаил (р. 1817), поручик лейб-гвардии Уланского полка, штабс-ротмистр в отставке, умер холостым.
- Александр (1818 — ок. 1890), помещик Мглинского уезда, Новгород-Северский (1848—1854) и Мглинский (1863—1866) уездный предводитель дворянства.
- Николай (р. 1825), умер холостым.
- Иван (р. 1826), в 1876 году его имения Мглинского уезда деревни Булашево и Велюханы объявлены были к публичной продаже.
- Василий (1831—1863), служил в лейб-гвардии Уланском полку, умер холостым.
- Лидия (р. 1824), замужем за поручиком Михаилом Ивановичем Ханенко.
- Анастасия (р. 1830), замужем за капитаном Николаем Павловичем Медведевым.